# 1355 هـ
1355 هـ هي سنة في التقويم الهجري امتدت مقابلةً في التقويم الميلادي بين سنتي 1936 و1937.

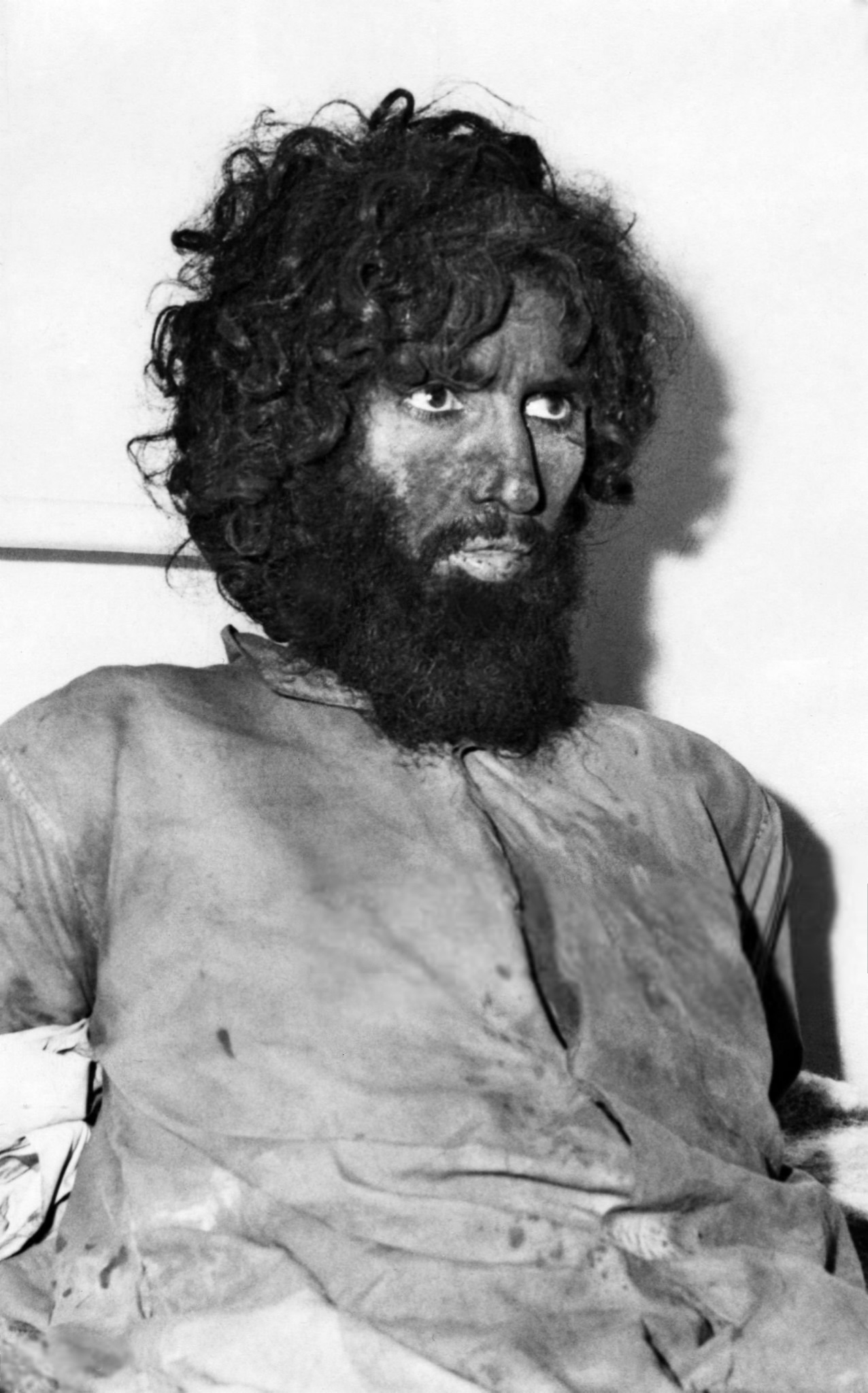
جهيمان العتيبي

## أحداث
- أنشأ الصحفي والأديب السعودي عبد القدوس الأنصاري مجلة المنهل .

## مواليد
- أحمد مطلوب
- جهيمان بن محمد العتيبي
- عبد الواحد العبد الجبار
- محمد إبراهيم احمد علي
- محمد أحمد المشاري
- أحمد الرحماني الهمداني
- أحمد حسن الطه
- أحمد صدقي الدجاني
- أحمد ياسين
- خالد سعود الزيد
- بدر كريم
- تركي بن خالد السديري
- جهيمان العتيبي
- جواد بن حسين الرمضان
- رضا بن محمد سعيد عبيد
- صبحي السامرائي
- صفار زاده
- عابد خزندار
- عبد الله الشرهان
- عبد الحكيم عبد اللطيف
- عبد الحميد أبو سليمان
- عبد الحميد براهيمي
- عبد الله الشيخ
- غونتر بلوبل
- محمد إبراهيم أحمد علي
- مصطفى زقزوق

## وفيات
- آلفرد إدوارد هاوسمان
- أحمد الحبيباتني
- أحمد توفيق باشا
- خزعل الكعبي
- سنوك هرخرونيه
- فؤاد الأول
- فتن بن محسن
- فرتز هومل
- هنري رينيه
- ياسين الهاشمي
- محمد باكثير
- محمد صالح كفتارو
- 15 جمادى الثانية - نعمان الأعظمي - عالِم وفقيه وواعظ سياسي عراقي.
- 4 جمادى الأولى - أحمد عزة الأعظمي - كاتب وصحفي ومؤرخ عراقي.
- 10 شعبان - أحمد مطلوب، وزير ثقافة عراقي.
- عبد الستار الدهلوي